# Hồi Hồ

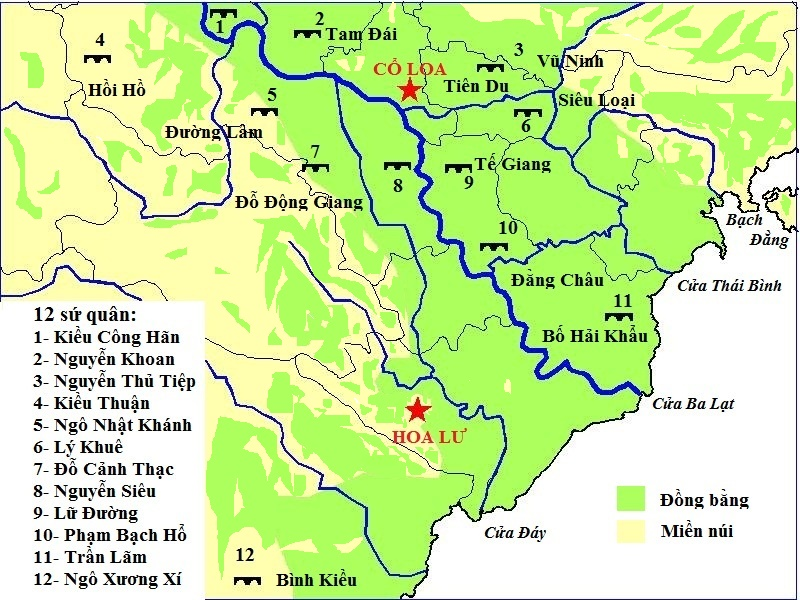
Vị trí căn cứ Hồi Hồ thời 12 sứ quân được đánh số 4

Hồi Hồ là một địa danh lịch sử, thời 12 sứ quân là căn cứ quân sự của sứ quân Kiều Thuận. Trung tâm căn cứ Hồi Hồ xưa nay ở xã Nhật Tiến, huyện Cẩm Khê, tỉnh Phú Thọ, Việt Nam. Sau khi Ngô Xương Văn chết (năm 965), triều đình nhà Ngô rối loạn. Đất nước rơi vào tình trạng loạn lạc. Mười hai sứ quân nổi lên cát cứ các nơi; sử sách gọi là thời kỳ Loạn 12 sứ quân. Kiều Thuận tự xưng là Kiều Lệnh công (cũng gọi là Kiều Công Thuận), là một trong mười hai sứ quân thời đó, chiếm giữ thành Hồi Hồ.

## Thành cổ họ Kiều
Kiều Thuận là một sứ quân nổi dậy trong thời loạn 12 sứ quân. Ông là cháu nội của Tiết độ sứ Kiều Công Tiễn và là em của tướng Kiều Công Hãn nhà Ngô. Gia tộc họ Kiều của ông vốn là một thế lực lớn ở Phong Châu. Trong số các sứ quân, ông là đại diện lực lượng đối địch với cả hai triều nhà Ngô và nhà Đinh.
Kiều Công Tiễn nguyên là nha tướng của Tiết độ sứ Dương Đình Nghệ, trấn thủ Phong châu. Năm 937, Kiều Công Tiễn giết Dương Đình Nghệ để đoạt chức Tiết độ sứ, về cầm quyền ở Đại La. Kiều Công Chuẩn phản đối việc làm bội phản của cha nên mang con nhỏ là Kiều Công Đĩnh về Phong châu, còn anh Kiều Thuận là Kiều Công Hãn vào Ái châu theo con rể của Dương Đình Nghệ là Ngô Quyền. Lúc đó chỉ có Kiều Thuận đồng tình và ở lại thành Đại La giúp Công Tiễn. Tuy nhiên, lực lượng của họ Kiều bị cô lập do sự phản đối của phần lớn tướng sĩ trong nước. Họ tập hợp theo Ngô Quyền. Kiều Công Tiễn sai người sang cầu cứu nước Nam Hán ở Quảng Châu nhưng quân Nam Hán chưa tới thì năm 938, quân Ngô Quyền đã kéo ra bắc, hạ thành Đại La và giết chết Công Tiễn. Kiều Thuận bỏ Đại La về xây dựng căn cứ ở Hồi Hồ, thuộc địa phận huyện Cẩm Khê ở phía bắc Phú Thọ ngày nay.
Theo tộc phả họ Ma ở thị xã Phú Thọ và tài liệu văn hoá dân gian, tại vùng Ma Khê, Kiều Thuận xây dựng căn cứ Tam Thành, xây thành Hưng Hoá, mở rộng sự liên kết với các hào trưởng, tộc trưởng, các dòng họ ở Ma Khê và vùng lân cận tạo thành căn cứ địa vững chắc. Một vùng rộng lớn từ Ma Khê đến Lào Cai, Yên Bái, Lai Châu được Kiều Thuận gây dựng, cai quản trong hơn 20 năm trời đã làm cho dân tình yên ổn, nông nghiệp mở mang, nơi nơi đều an cư lạc nghiệp, thế lực vững vàng, uy danh vang dội, khiến các sứ quân khác phải nể phục. Đội quân của Kiều Thuận có tới vài vạn người, được tổ chức chặt chẽ, kỷ luật nghiêm minh, trên dưới một lòng được mệnh danh là "Cương Nghị quân"; luân phiên nhau vừa luyện tập, tuần tra canh gác, bảo vệ lãnh địa, vừa sản xuất bảo đảm lương thực nuôi quân, vừa thường trực cơ động sẵn sàng chiến đấu.
Có thể do anh Kiều Thuận là Kiều Công Hãn lập công với Ngô Quyền nên khi Ngô Quyền lên ngôi vua đã nể Công Hãn mà không hỏi đến tội Kiều Thuận. Vì vậy mà ông có thể tiếp tục gây dựng cơ sở ở Hồi Hồ. Căn cứ chiếm đóng của ông thuộc vùng núi, có nhiều tướng dưới quyền là các tộc trưởng lãnh đạo các châu Kimi, điển hình như Ma Xuân Trường. Thời thuộc Đường, An Nam đô hộ phủ có tổng 40 châu ki mi thì trong đó có tới 18 châu lệ thuộc vào châu Phong. Khi nhà Ngô suy yếu, các sứ quân nổi dậy chống lại triều đình. Kiều Thuận cũng nổi dậy trở thành một sứ quân trong thời loạn 12 sứ quân. Ông tự xưng là Kiều Lệnh Công trấn giữ thành Hồi Hồ (thuộc làng Văn Khúc, huyện Cẩm Khê tỉnh Phú Thọ ngày nay).
Về thời điểm Kiều Thuận nổi dậy trở thành sứ quân, nhiều khả năng ông nổi dậy từ khi Kiều Công Tiễn bị Ngô Quyền giết. Không rõ chính xác Kiều Thuận bị Đinh Bộ Lĩnh dẹp năm nào trong giai đoạn từ năm 966 đến năm 968, sách Nhà Đinh dẹp loạn và dựng nước cũng chỉ khẳng định sứ quân Kiều Thuận bại trận và bị giết chứ không thuộc số các sứ quân về hàng hoặc quy thuận Đinh Bộ Lĩnh.
Sau khi Đinh Bộ Lĩnh tấn công thành Hồi Hồ, tướng quân Kiều Thuận chống không nổi đành vượt sông Hồng chạy sang thành Mè kết hợp với Ma Xuân Trường chống lại Đinh Bộ Lĩnh. Lực lượng của Đinh Bộ Lĩnh lúc này do Lê Hoàn dẫn đầu đánh chiếm thành Mè, Kiều Thuận chống không nổi, tử trận. Ma Xuân Trường chạy lên Yên Bái trốn thoát. Sau khi mất được Đinh Bộ Lĩnh vì thán phục uy đức mà truy phong ông là Ma tộc thần tướng. Ngày nay, thị xã Phú Thọ còn dấu tích thành Mè. Ở phố Phú An có đền thờ Ma Khê. Làng Trù Mật xã Văn Lung thị xã Phú Thọ có đền thờ Ma Xuân Trường và Kiều Thuận.

## Dấu tích thành Hồi Hồ
Thành cổ Hồi Hồ thuộc làng Hoa Khê, còn có tên là Cẩm Khê, nay là làng Văn Khúc, xã Nhật Tiến thuộc huyện Cẩm Khê, tỉnh Phú Thọ. Nơi đây cách thị trấn Sông Thao, Cẩm Khê 10 km, cách thành phố Việt Trì 40 km. Địa danh Hồi Hồ hiện còn có vết tích thành đất cũ của sứ quân Kiều Thuận. Đây là căn cứ quân sự thuộc vùng núi hiểm trở và cách xa kinh đô Hoa Lư thời nhà Đinh nhất trong số các căn cứ của 12 sứ quân.
Huyện Hoa Khê, theo các sách địa lý cổ, trước là Hồi Hồ. Các sử thần đời Lê chú thích: "nay ở xã Trần Xá, huyện Hoa Khê vẫn còn nền thành cũ" . Đến đầu thế kỷ XV, quân Minh xâm lược Đại Việt, huyện Hồi Hồ gọi là huyện Hoa Khê. Thành Phượng Dực do Kiều Thuận gây dựng bây giờ vẫn còn dấu vết, nay thuộc xóm Quang Trung, làng Văn Khúc, xã Nhật Tiến huyện Cẩm Khê.
Sách "Viêm giao trung cổ ký" (Ghi chép sưu tập di tích cổ nước Nam) của Cao Xuân Dục, trang 148 có chép: Phế thành Kiều Công ở xã Trương Xá, huyện Cẩm Khê, thành do sứ quân Kiều Thuận đắp lên, di chỉ hiện vẫn còn.